# Chemisches und Veterinäruntersuchungsamt Münsterland-Emscher-Lippe
Das Chemische und Veterinäruntersuchungsamt Münsterland-Emscher-Lippe (CVUA MEL) ist eine Anstalt öffentlichen Rechts. Aufgabe des CVUA MEL ist die Untersuchung und Begutachtung von Proben aus den Bereichen der Lebensmittel-, Futtermittel- und Veterinärüberwachung sowie Bedarfsgegenständen. Die Anzahl der Proben wird vom Landesamt für Natur, Umwelt und Verbraucherschutz Nordrhein-Westfalen festgelegt und von den Lebensmittelkontrolleuren der örtlichen Lebensmittelüberwachung jeweils vor Ort gezogen.

## Entstehung
Das CVUA MEL wurde am 1. Juli 2009 per Errichtungsverordnung MEL gegründet. Die AöR übernahm damit die Aufgaben des „Chemischen Landes- und Staatlichen Veterinäruntersuchungsamt Münster“ und „Chemischen und Lebensmitteluntersuchungsamt für den Kreis Recklinghausen und die Stadt Gelsenkirchen in der Emscher-Lippe-Region“. Standort des Untersuchungsamtes  ist Münster.

## Einzugsgebiet
Das CVUA Münsterland-Emscher-Lippe ist für den Regierungsbezirk Münster mit insgesamt ca. 2,6 Mio. Einwohnern zuständig und umfasst damit folgenden Kreise und kreisfreien Städte:
- Borken
- Bottrop
- Coesfeld
- Gelsenkirchen
- Münster
- Recklinghausen
- Steinfurt
- Warendorf